# كارين بوث
كارين بوث (بالإنجليزية: Karin Booth)‏ هي عارضة وممثلة أمريكية، ولدت في 19 يونيو 1916 في منيابولس في الولايات المتحدة، وتوفيت في 27 يوليو 2003 في جوبيتر في الولايات المتحدة.

## وصلات خارجية
- كارين بوث على موقع IMDb (الإنجليزية)
- كارين بوث على موقع إن إن دي بي (الإنجليزية)
- كارين بوث على موقع قاعدة بيانات الفيلم (الإنجليزية)